# Paula Dworak
Paula Dworak, auch Paula Dvorak (* 8. August 1913 in Wien; † 24. September 1995 ebenda) war eine österreichische Filmeditorin.

## Biografie
Paula Dworak hatte sich nach der Ausbildung zur Kleberin und Schnittassistentin bis 1945 als Schnittmeisterin von Kultur- und Dokumentarfilmen betätigt. Nach dem Krieg wechselte sie zum Spielfilm und erstellte die Endfassung für eine Reihe von anspruchsarmen Unterhaltungsfilmen aus den Händen routinierter Regieveteranen wie Georg Jacoby, Rudolf Jugert, Georg Tressler und R. A. Stemmle.
Ihre wichtigste Arbeit wurde 1954 Helmut Käutners im Vorjahr in Jugoslawien gedrehter, von der Kritik mit Lobeshymnen bedachter Antikriegsfilm „Die letzte Brücke“, den sie zusammen mit der Kollegin Hermine Diethelm montierte.
Ab Mitte der 1950er Jahre fertigte Paula Dworak (bis 1961) den Schnitt für alle Filme der Paula-Wessely-Produktion an, meist in Zusammenarbeit mit der Kollegin Annemarie Reisetbauer.
Paula Dworak hat auch gelegentlich für das Fernsehen gearbeitet, z. B. an Axel Cortis avantgardistischer Inszenierung ‘Kaiser Joseph und die Bahnwärterstochter’ mit Hans Moser.

## Filmografie
- 1944: Hof ohne Mann (Kurzdokumentarfilm)
- 1944: Bergnot (Kurzdokumentarfilm)
- 1944: Der letzte Einbaum (Kurzdokumentarfilm)
- 1944: Weinbauer unter dem Hüterstern (Kurzdokumentarfilm)
- 1944: Tal der hundert Mühlen (Kurzdokumentarfilm)
- 1949: Duell mit dem Tod
- 1950: Kind der Donau
- 1952: Ich hab’ mich so an Dich gewöhnt
- 1953: Eine Nacht in Venedig (Komm in die Gondel)
- 1953: Die letzte Brücke
- 1954: Maxie
- 1955: Drei Männer im Schnee
- 1955: Die Wirtin zur Goldenen Krone
- 1956: Wo die Lerche singt
- 1956: Liebe, die den Kopf verliert
- 1956: Rosmarie kommt aus Wildwest
- 1957: Eva küßt nur Direktoren
- 1957: Noch minderjährig (Unter Achtzehn)
- 1958: Frauensee
- 1958: Im Prater blüh’n wieder die Bäume
- 1959: Mikosch im Geheimdienst
- 1959: Die unvollkommene Ehe
- 1960: Frauen in Teufels Hand
- 1960: Geständnis einer Sechzehnjährigen
- 1961: Verdammt die jungen Sünder nicht (Morgen beginnt das Leben)
- 1961: Jedermann
- 1962: Wenn beide schuldig werden
- 1962: Der rote Rausch
- 1963: Die lustigen Vagabunden
- 1963: Die schwarze Kobra
- 1963: Herzog Blaubarts Burg (Bluebeard’s Castle)
- 1963: Der Verschwender
- 1964: Rote Lippen soll man küssen (Die ganze Welt ist himmelblau)
- 1964: Die lustigen Weiber von Windsor
- 1965: Armee ohne Heimkehr / 3. November 1918
- 1965: Der Alpenkönig und der Menschenfeind
- 1966: Das Leben Mozarts (mittellanger Dokumentarfilm)
- 1967: Das große Glück
- 1969: Die Moritat vom Räuberhauptmann Johann Georg Grasel (TV)
- 1970: Der Querulant (TV)